# Bonesia serricornis
Bonesia serricornis is een keversoort uit de familie bladkevers (Chrysomelidae). De wetenschappelijke naam van de soort werd in 1858 gepubliceerd door Carl Gustaf Thomson.